# جيمس واتسون ليونارد
جيمس واتسون ليونارد (بالإنجليزية: James Watson Leonard)‏ هو سياسي جنوب أفريقي، ولد في 1853، وتوفي في 1909.